# Zgrupowanie „Żyrafa”

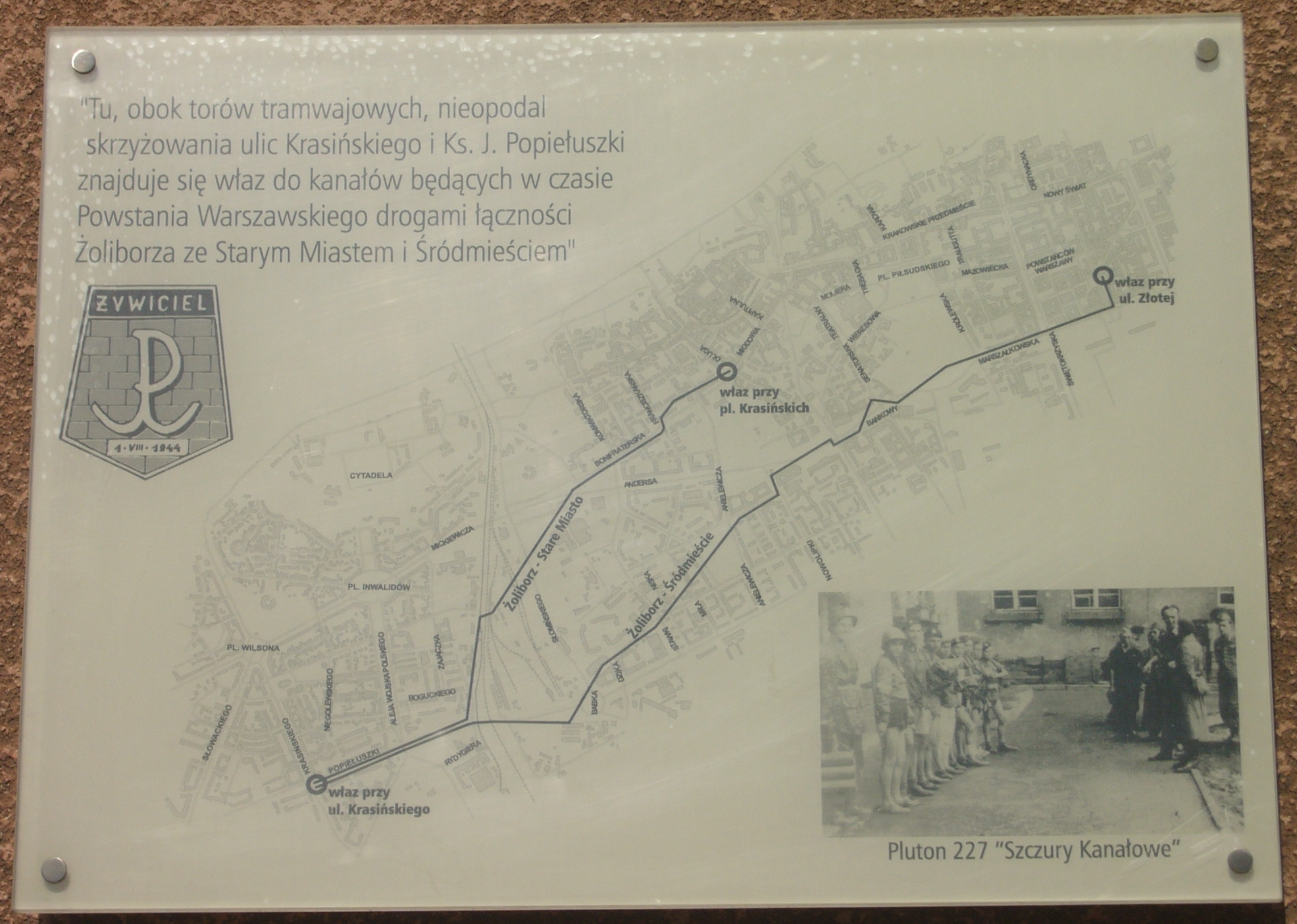
Tablica upamiętniająca komunikację Żoliborza ze Śródmieściem i Starówką obsługiwaną przez harcerzy z 227 plutonu zgrupowania „Żyrafa”

Zgrupowanie „Żyrafa” – oddziały bojowe Armii Krajowej Rejonu IV Powązki Obwodu Żoliborz, walczące w okresie powstania warszawskiego.

## Historia
Rejon IV Powązki Obwodu Żoliborz (kryptonim XXII-24) dowodzony był przez kpt. Kazimierza Nowackiego ps. Witold, Szkodnik, Żyrafa. W skład rejonu wchodziły oddziały:
- I Zgrupowanie (IV Batalion OW PPS im. Jarosława Dąbrowskiego), (w składzie plutonów 218, 221, 219/I, 219/II, 220) – miało wykonać główne natarcie na Fort Bema wraz z samodzielną kompanią „Kmicic”* (plutony 240, 241, 242);
- II Zgrupowanie w składzie:
  - 1 kompania (plutony 215, 233, 234) – pluton 215 miał zaatakować zabudowania szkoły przy ul. Elbląskiej, zaś plutony 233 i 234 miały zdobyć budynki „Sanitar-Parku” i „Pionier-Parku”;
  - 2 kompania „Powiśle” (11 Batalion Pancerny, obejmująca plutony 245, 246) – wraz z plutonem 222 z 3 kompanii, miała związać walką załogę fortu atakując główną bramę Fortu od ul. Powązkowskiej;
  - 3 kompania (plutony 222, 223 i prawdopodobnie 216 i 217) – pluton 222 wraz z żołnierzami 2 kompanii miał związać walką załogę fortu atakując główną bramę Fortu od ul. Powązkowskiej. Plutony 216 i 217 prawdopodobnie miały wesprzeć oddziały wolskie w ataku na skład materiałów pędnych „Naftusia” przy ul. Kozielskiej 4.
- kompania Rejonu 7 (oddelegowana w lipcu 1944 z Ożarowa Mazowieckiego VII Obwodu AK, obejmująca plutony 1762, 1764, 1765);
- Kompania WSOP (obejmująca plutony 294, 295, 296, 297) – miała zaatakować obiekty dawnej fabryki sprawdzianów Państwowych Wytwórni Uzbrojenia przy ul. Duchnickiej 3 i udzielić wsparcia oddziałom wolskim w walce o zabudowania szkoły przy ul. Spokojnej 13[1].

## Skład i dowództwo
- Dowódca – ppor. Ryszard Wołczyński ps. „Tatar”;
- 1. kompania – dowódca ppor. Marian Mehrenhole ps. „Wiktor”;
- 2. kompania – dowódca ppor. Tadeusz Zaliwski ps. „Jan”;
- 3. kompania – dowódca ppor. Kazimierz Woyde ps. „Sioka”.

## Szlak bojowy
Zgrupowanie walczyło w alei Wojska Polskiego, na ul. Stołecznej, placu Henkla, w klasztorze Sióstr Zmartwychwstanek na ul. Krasińskiego, gdzie toczono zaciekłe i krwawe walki. Na skrzyżowaniu ul. Krasińskiego i Stołecznej był właz do kanału, którym przebiegała komunikacja ze Starówką. Walczył w nim m.in. Rajmund Kazimierz Łaszczyński.